# Obraz Matki Bożej Wiśniowskiej
'Obraz Matki Bożej Wiśniowskiej' – Matki Bożej Pośredniczki łask wszelkich – wizerunek przedstawiający Maryję z Dzieciątkiem w typie hodegetrii, znajdujący się w kościele św. Marcina w Wiśniowej, otoczony szczególnym kultem religijnym i uważany za cudowny wśród wiernych Kościoła rzymskokatolickiego.

## Historia i opis
W głównym ołtarzu kościoła parafialnego w Wiśniowej znajduje się wizerunek Matki Bożej z XVII wieku (został umieszczony w ołtarzu nowo wybudowanego kościoła w latach 1720–1730) ofiarowany przez hrabinę Helenę Zawacką z Niezdowa – Skarbnikową Owrucką. Autor obrazu jest nieznany. Obraz wzorowany na wizerunku Matki Bożej Piaskowej przedstawia Maryję w półpostaci, frontalnie, z głową lekko przechyloną w stronę Jezusa, o łagodnym spojrzeniu, trzymającą Dzieciątko Jezus na lewej ręce. Madonna jest ubrana w niebieskie maforion ze złotą lamówką, spiętą na piersiach broszą. Matka Boska trzyma w prawej ręce złote jabłko, które Jezus bierze z jej dłoni. W lewej rączce Chrystus trzyma książkę i jest przepasany złocistą tkaniną zakrywającą jego nogi.
Wizerunek Matki Bożej zasłynął łaskami od samego początku. Kroniki parafialne i wizytacje kanoniczne piszą o licznych wotach nawet drogocennych przy obrazie, wspominają też o licznych otrzymanych łaskach. Wizytacja już w roku 1748 wymienia liczne łaski. Wpisy mówią również o pielgrzymach z okolicznych miejscowości. Dokumenty wskazują, że w czwartki odbywało się nabożeństwo do Matki Bożej Wiśniowskiej. Kult Matki Bożej Pośredniczki Łask (Wiśniowskiej) z czasem osłabł, jednak do obrazu nadal przychodzą parafianie i wierni z dalszych okolic. Świadectwem tego są liczne wota umieszczone w kasetach koło ołtarza głównego z cudownym wizerunkiem Maryi. 
W każdą środę odbywa się przed cudownym wizerunkiem nowenna do Matki Bożej Nieustającej Pomocy. Odpust parafialny ku czci Matki Boskiej Wiśniowskiej odbywa się uroczyście każdego roku w ostatnią niedzielę maja. W parafii prowadzona jest księga o otrzymanych łaskach. Kościół parafialny w Wiśniowej należy do niekoronowanych sanktuariów maryjnych archidiecezji krakowskiej. Podobny obraz Matki Bożej również otoczony kultem znajduje się w Binarowej, k. Gorlic w Małopolsce. 